# 306 TCN
306 TCN là một năm trong lịch La Mã.